# フサベル
フサベル（Husaberg）は、かつて存在したスウェーデンのオフロード用オートバイのブランドである。

## 概要
1986年にハスクバーナのオートバイ部門がカジバに売却された際、ハスクバーナで4ストロークエンジンを手掛けていたエンジニア（トーマス・グスタフソン、ルーベン・ヘルミン、アーバン・ラーソン、ビョルン・エルウィン）が、自分たちの理想のオフロードバイクを作るために退職。ここに小さな機械会社の元オーナーであるローランド・セーデルクヴィストも加わって、1988年に創業した。なおグスタフソンはライダーとしても最高の腕を持っており、1985・1988年の欧州エンデューロ選手権（当時世界選手権は無かったので実質的に最高峰）でタイトルを獲得していた。
社名は最初の試験工場を建てた場所、フサベル・ウッデ半島に由来する。
エンデューロの世界選手権を制覇するなど競技の世界では結果を残したが、車両価格が高価になってしまったこともあって経営の方は振るわず、1995年にKTM傘下に入った。現在のKTMがスローガンとしている「Ready to Race」はもともとはフサベルのもので、会社の買収時にスローガンごと購入したものである。フサベルは代わりに、80～90年代はまだ最新技術の一角で、創業者たちのアイデンティティとも言える4ストロークエンジンに由来する「4 Stroke Force」をスローガンとした。
2008年のバンク角70度の4ストロークエンジンを最後に独自エンジンの開発は終了。シャシーの基本設計およびエンジンはKTMのものが用いられるようになり、それまでのブランドの精神から外れる2ストロークエンジンも搭載されるようになって、ブランドの独自性は失われたと言われている。
2013年にハスクバーナがクロス・インダストリーズ（KTMの親会社）により買収され、フサベルとハスクバーナは同一グループとなり、両者は統合。この時母体はフサベルとなったが、社名及びブランド名はフサベルではなくハスクバーナに統一されることになり、フサベルは25年の歴史に幕を下ろした。

## 歴史
- 1988年 - 創業[5]。

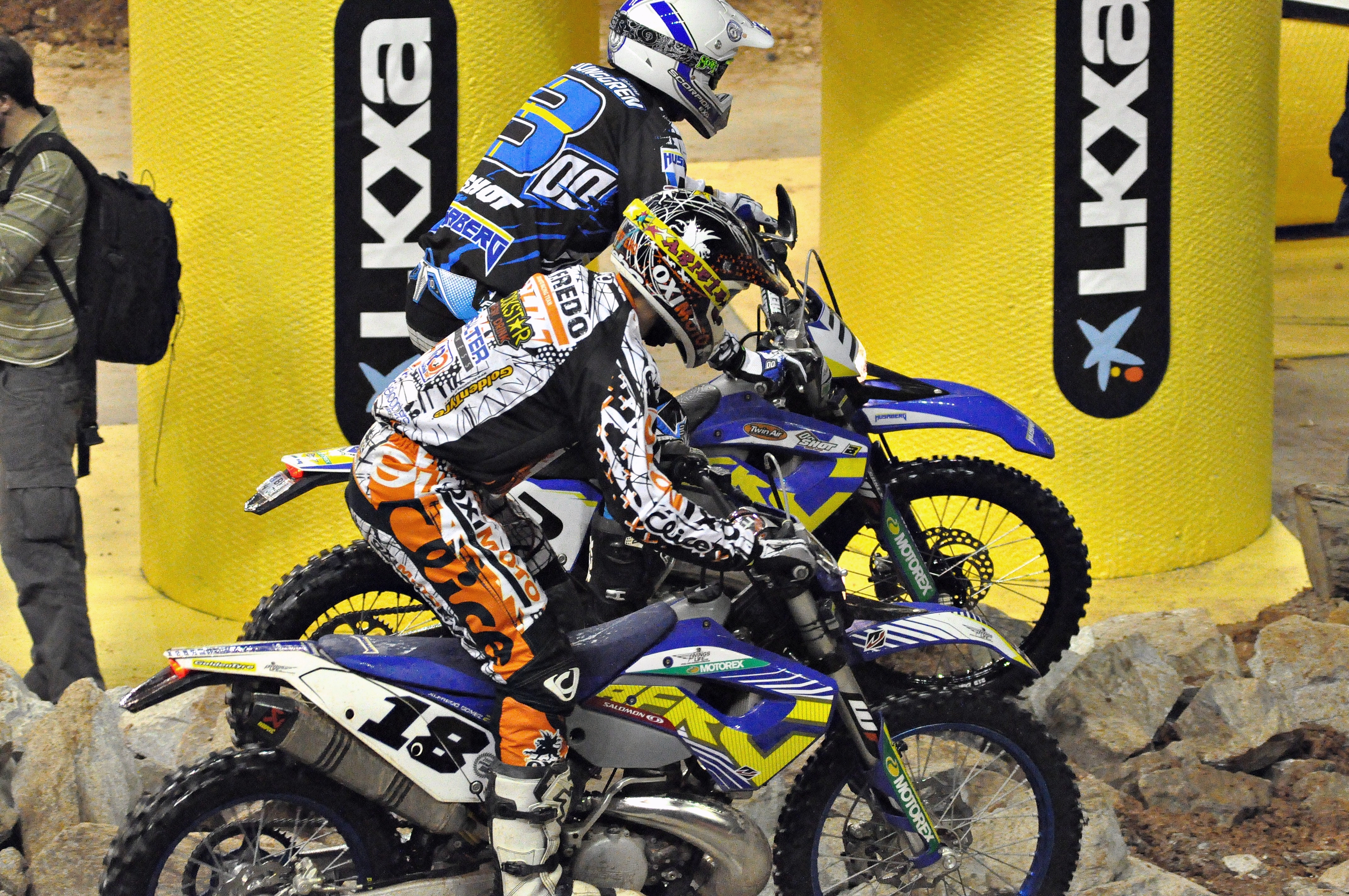
屋内エンデューロ

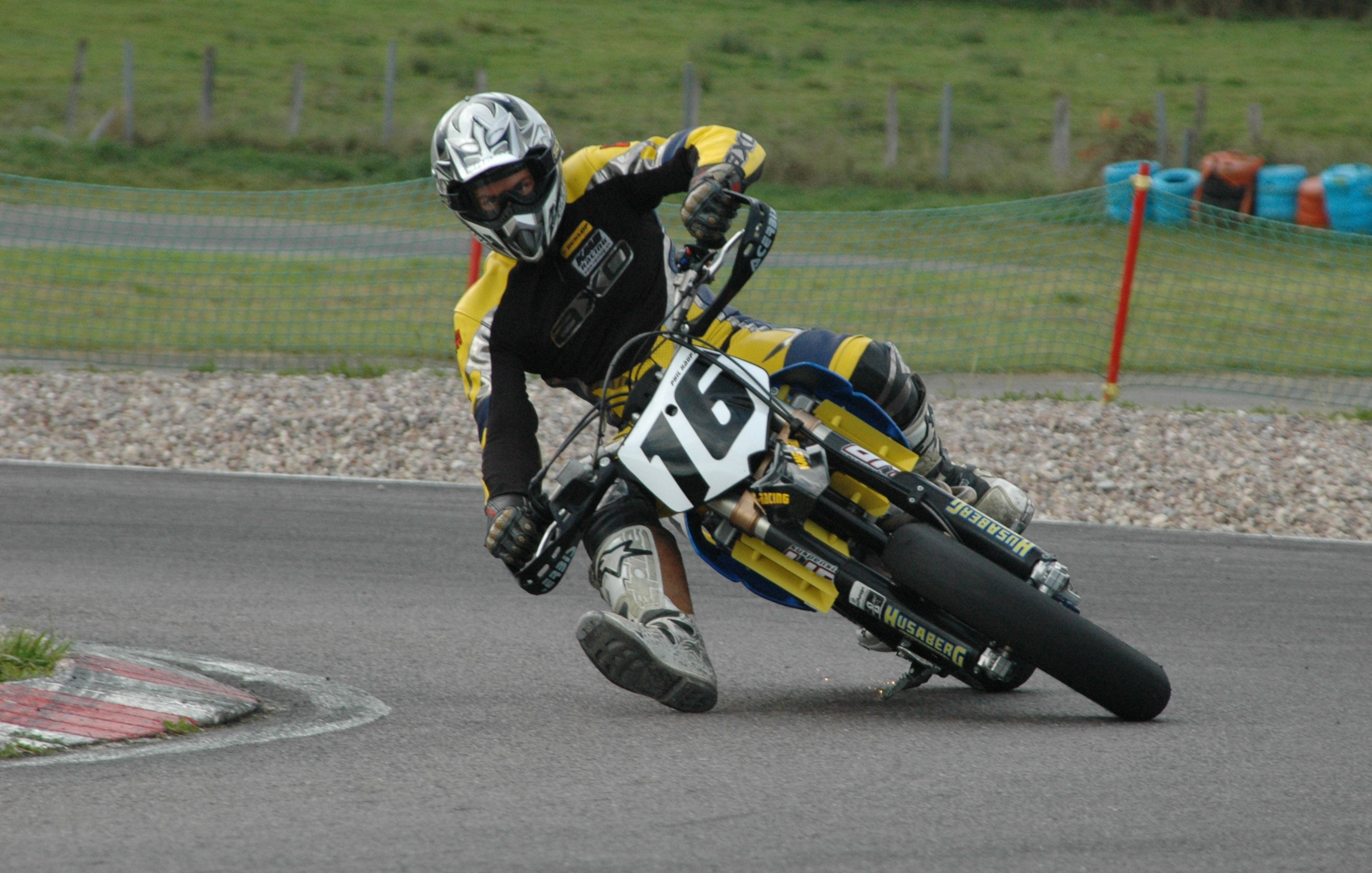
スーパーモタード

- 1989年 -  第一号車エンデューロFE501生産。
- 1991年 - エンデューロ世界選手権の2クラスで初の世界タイトルを獲得[5]。以降も2012年まで中小排気量クラスやジュニアクラスで多数のタイトルを獲得する。またイタリアでフサベルの輸入代理店業者をしていたヴェルテマティ兄弟が、フサベルのエンデューロバイクを改造したマシンでモトクロス世界選手権の500ccクラスに参戦を開始（彼らは後にオフロードバイクブランドのヴェルテマティを設立する）[6]。
- 1995年 - KTMモトラッドホールディングスの買収によりKTM傘下となる。ヴェルテマティのフサベルを駆るベルギー人ライダーのジョエル・スメッツがモトクロス世界選手権500ccクラスでタイトルを獲得。97、98年も連覇する[5]。
- 1996年 - フサベルジャパンにより、日本国内での輸入販売開始。
- 1999年 - 国際標準規格「ISO9001」の認証を取得。
- 2003年- 生産拠点をKTMの本社のあるオーストリアのマッティヒホーフェンに移転[5]。
- 2006年 - スウェーデン人のヨアキム・ユンググレンがエンデューロジュニア世界選手権を制覇。翌2007年も連覇[5]。
- 2008年 - 革新的な70度傾斜4ストロークエンジンを採用[5]。
- 2010年 - ラインナップに2ストロークエンジンを追加[5]。
- 2012年 - 2013年までに段階的に70度傾斜エンジンの生産を終了することを発表。エンデューロ世界選手権のE2クラス、およびジュニアクラスを制覇[5]。
- 2013年 - フサベルがハスクバーナ・モーターサイクルズを買収[7]。フサベル側がハスクバーナのブランドを継承したことにより、フサベルブランドは終焉を迎えた[8]。エンデューロ世界選手権のユースカップを制覇[5]。
- 2020年 - フサベルジャパンが純正パーツの販売を終了[9]。

## モデル

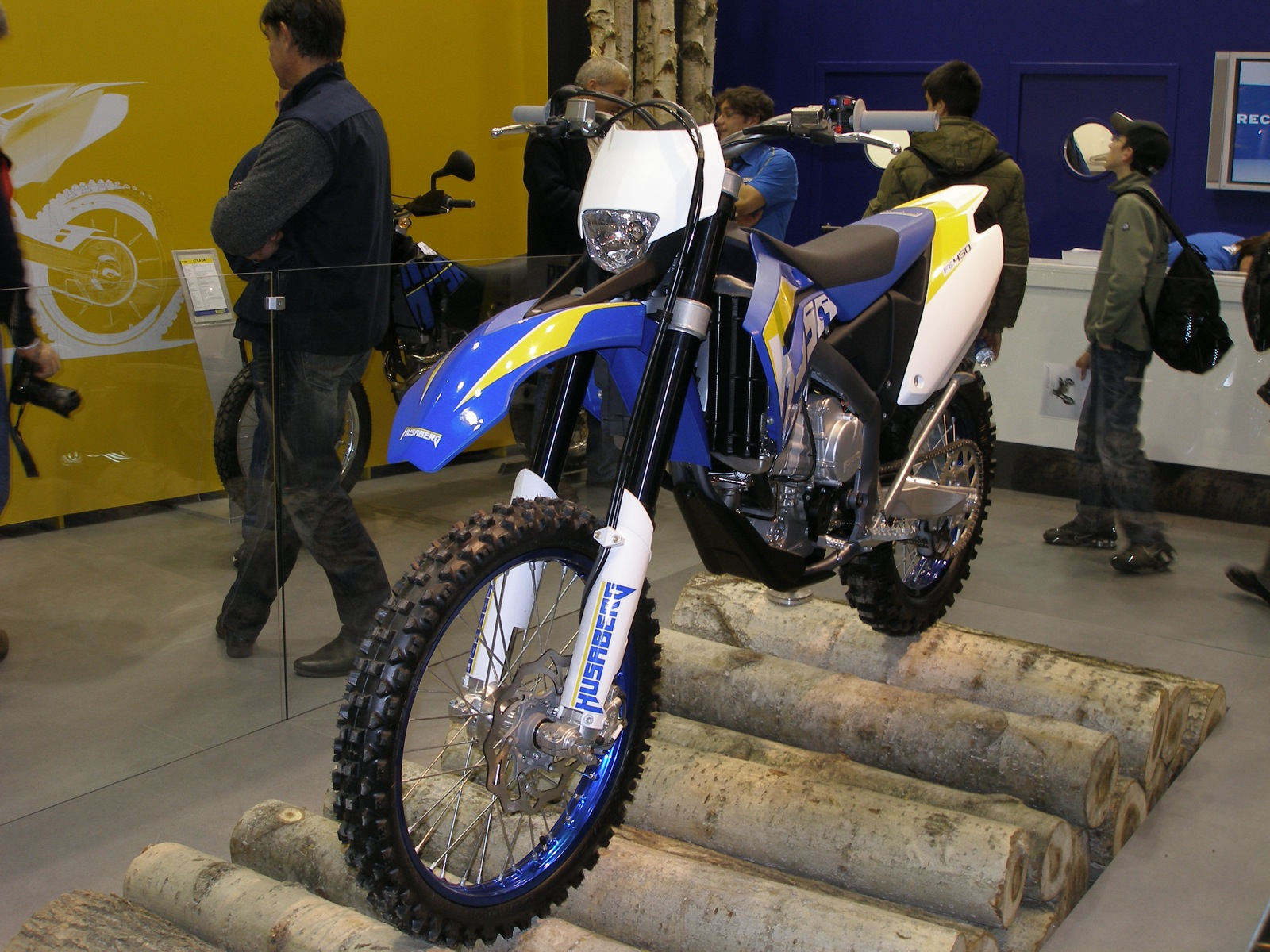
FE450

### 2011年モデル
エンデューロ
- FE390
- FE450
- FE570

モトクロス/クロスカントリー
- FX450

スーパーモタード
- FS570

### 2010年モデル
4ストロークエンデューロ
- FE390
- FE450
- FE570

4ストロークモトクロス
- FX450

スーパーモタード
- FS570

2ストロークエンデューロ
- TE250
- TE300

### 2009年モデル
エンデューロ
- FE450
- FE570

### 2008年モデル
エンデューロ
- FE450E
- FE550E
- FE650E

スーパーモタード
- FS550E
- FS650E
- FS650C

## 軍用
スウェーデン陸軍のデモンストレーションチーム、Armén Lejon（アルミーン・レイオン）のオートバイとして使用されている。